# Prosopidia merula
Prosopidia merula là một loài bướm đêm thuộc phân họ Arctiinae, họ Erebidae.